# ブラパ THE BLACK PARADE
『ブラパ THE BLACK PARADE』（ブラパ ザ ブラック パレード）は作画：緑のルーペ、原作協力：フジワラキリヲによる日本の漫画作品。『ヤングガンガン』（スクウェア・エニックス）において、2011年16号から2013年4号まで連載された。

## 登場人物
河野 留美（こうの るみ）

フジノ

篠原 雛（しのはら ひな）

中村 亜美香（なかむら あみか）

塚本 淳平（つかもと じゅんぺい）

遠藤 祐希（えんどう ゆうき）

敷田 孝宏（しきた たかひろ）

張 修吾（ちょう しゅうご）

奥井 譲（おくい じょう）

ブー子

動物園 ひかる（どうぶつえん ひかる）

山口 理緒子（やまぐち りおこ）

榊 慶次（さかき けいじ）

## 書誌情報
1. 2012年4月25日発売[1]、ISBN 978-4-7575-3576-3
2. 2013年4月25日発売[2]、ISBN 978-4-7575-3948-8